# Valle del Maipo (vino)

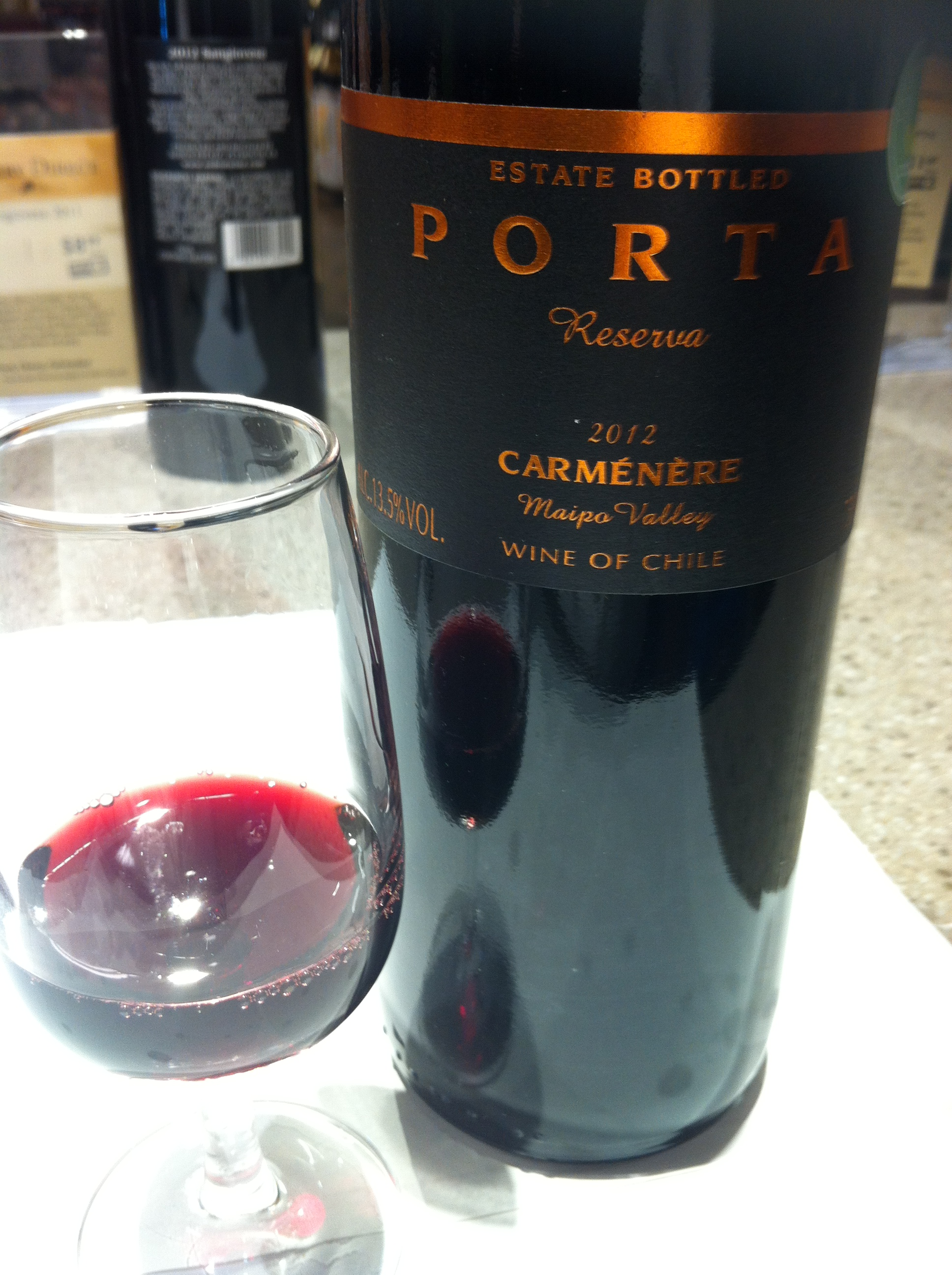
Vino tinto del Valle del Maipo.

Valle del Maipo es una denominación de origen chilena para vinos procedentes de la subregión vitícola homónima que se ajusten a los requisitos establecidos por el Decreto de Agricultura n.º 464 de 14 de diciembre de 1994, que establece la zonificación vitícola del país y fija las normas para su utilización como denominaciones de origen.

## Áreas vitícolas
El Valle del Maipo se encuadra dentro de la región vitícola del Valle Central y comprende todas las provincias administrativas de la Región Metropolitana de Santiago. Esta subregión comprende 13 áreas vitícolas distribuidas en 20 comunas administrativas:
- El área vitícola de Santiago, compuesta por las comunas administrativas de Peñalolén y La Florida
- El área vitícola de Pirque, por la comuna administrativa homónima
- El área vitícola de Puente Alto, compuesta por la comuna administrativa homónima
- El área vitícola de Buin, compuesta por las comunas administrativas de Buin, Paine y San Bernardo
- El área vitícola de Isla de Maipo, por la comuna administrativa homónima
- El área vitícola de Talagante, compuesta por las comunas administrativas de Talagante, Peñaflor, El Monte y Padre Hurtado
- El área vitícola de Melipilla, compuesta por las comunas administrativas de Melipilla y San Pedro
- El área vitícola de Alhué, por la comuna administrativa homónima
- El área vitícola de María Pinto, por la comuna administrativa homónima
- El área vitícola de Colina, por la comuna administrativa homónima
- El área vitícola de Calera de Tango, por la comuna administrativa homónima
- El área vitícola de Til Til, por la comuna administrativa homónima
- El área vitícola de Lampa, por la comuna administrativa homónima

## Antecedentes
El área viticola de Puente Alto e incluyó a la comuna de La Pintana, creó el área vitícola de Pirque, modifió el área viticola de Talagante para incluir la comuna de Padre Hurtado, modifió el área viticola de Melipilla para incluir la comuna de San Pedro, y creó las nuevas áreas viticolas de Alhué, María Pinto, Colina, Calera de Tango, Til Til y Lampa. Estas nuevas comunas en su conjunto suman una superficie total de 4.732,7 km².
En la subregión del Valle del Maipo se distinguen diversas áreas, que albergan el mayor número de bodegas chilenas, fundadas algunas de ellas ya en el siglo XIX.
El clima de la subregión es de tipo mediterráneo con estaciones bien definidas y bajo riesgo de lluvias durante la vendimia, de lo que se derivan unas condiciones privilegiadas para el cultivo de la vid y la producción de tintos de calidad en condiciones altamente competitivas a escala mundial. La superficie de viñedos ocupa unas 10.401 ha, dedicadas principalmente a Cabernet Sauvignon , Merlot, Carménère, Sauvignon Blanc y Chardonnay.

## Viticultura
De acuerdo al Catastro Frutícola Nacional 2015 y al Catastro Vitícola Nacional del año 2014, la Región Metropolitana de Santiago donde se encuentra la subregión vitícola del Valle del Maipo cuenta con 22.169,80 ha de viñedos. Aquellos destinados a la producción de uva de mesa ocupan una extensión de 8.771,10 ha, significa que aproximadamente el 60% de la superficie de viñas en la región están destinadas a la producción de fruta de exportación, mientras que 13.398,70 ha declaradas, es decir, el 40% están destinados a la producción de vinos.

### Viníferas blancas
Por su parte, las variedades de uva viníferas blancas cuentan con una superficie cultivada de 1.741,09 ha, 13% de la superficie vitícola.
Las variedades blancas que se cultivan actualmente en la región de Metropolitana son 16, a saber: Chenin Blanc, Gewürztraminer, Moscatel de Alejandría, Mocatel rosada (pastilla), Pinot blanc, Riesling, Sauvignon gris, Sauvignon vert, Semillón, Torontel, Verdejo, Viognier, Sauvignon Blanc con 731,63 ha cultivadas y Chardonnay 868,70  ha.

### Viníferas tintas
Los cultivos de variedades viníferas tintas poseen una superficie de 11.657,61 ha, es decir, el 87% de la superficie vitícola en toda la región Metropolitana. 
Las variedades tintas son 20 distintas, a saber: Alicante Bouschet, Cabernet Franc, Carignan, Carménère, Malbec, Garnacha, Graciano, Marselán, Mencía, Merlot, Monastrell,  Petit Verdot, Petit Syrah, Pinot Noir, Sangiovese, Syrah, Tempranillo, Tintoreras, Zinfandel y Cabernet Sauvignon que tiene la mayor superficie de variedad tinta en la región con 6.863, 27 ha.

## Vinicultura

### Variedades viníferas
La región Región Metropolitana de Santiago declaró para el año 2015 una producción de 9.137.555 litros de producción netamente vinífera. Esta región administrativa concentra el 7,8% de la producción nacional.
La producción corresponde a vino tinto hecho con variedades viníferas corresponde a 414.612 litros, es decir el 0,7% de la producción nacional. Mientras que hay 498.601 litros de vino blanco producido con variedades viníferas, lo que significa el 2,9% de la producción nacional.
Esta región vitícola produce 8.023.386 litros de mosto tinto con base en variedades viníferas, que significa el 21.9% de la producción nacional y 161.864 litros de mosto blanco que representa el 7,7% de la producción nacional de mosto blanco sobre la base de variedades viníferas.
Existe además esta región vitícola, la producción de chicha con base en variedades viníferas alcanzó a 39.092 litros que corresponde al 4,8% de la producción nacional.

### Variedades de mesa
En la región Metropolitana, declaró para el año 2015 una producción de 52.669.909 litros de producción de vinos de mesa. Es la principal región productora de vinos producidos con estas variedades, superando con creces su propia producción con base en variedades viníferas.
Esta región administrativa, concentra el 53% de la producción nacional en variedades de mesa.
El vino tinto con base en uva de mesa llega a 22.418.382 litros, mientras que el vino blanco con base en variedades de mesa llega a 8.641.904 litros el 2015.
La producción de mostos con base en uva de mesa llegó a 21.609.623 litros, correspondiendo a 20.840.623 litros de mostos tintos y 769.000 litros de mostos blancos.
Esta región administrativa no declara producción de chicha con base en variedades de mesa.

### Enoturismo
A noviembre de 2018, hay 36 viñas abiertas al turismo en el Valle del Maipo, constituyendo la mayor oferta a nivel nacional. Estas viñas ofrecen variadas actividades para conocer el proceso de producción del vino, como también para disfrutar del entorno y la cultura. En el Valle es posible encontrar viñas que ofrecen paseos a caballo, asados campestres, museos, experiencias de hacer tu propio vino, entre otras. 
Las viñas que más destacan son Concha y Toro, Santa Rita, Undurraga, Cousiño Macul, Tarapacá y Santa Carolina, pero también es posible encontrar otras viñas más pequeñas como Chocalán, Odfjell,El Principal, Terramater, Pérez Cruz, Haras de Pirque, William Fevre y Alyan y también viñas boutique y de jardín como Chateau Potrero Seco, Monte María, Laurent, Viñateros de Raíz y próximamente Terranova Wines.
También es posible entontrar otros prestadores de servicios complementarios como las Majadas de Pirque, Casona Alquería, Lo Pirque, entre otras.